# Bryobia convolvulus
Bryobia convolvulus är en spindeldjursart som beskrevs av James P. Tuttle och Baker 1964. Bryobia convolvulus ingår i släktet Bryobia och familjen Tetranychidae. Inga underarter finns listade.